# جورج إم. ستراتون
جورج مالكوم ستراتون (بالإنجليزية: George M. Stratton)‏ (وُلد في 26 سبتمبر من عام 1865 – تُوفي في 8 أكتوبر من عام 1957)، كان عالمًا نفسيًا أمريكيًا رائدًا في مجال دراسة الإدراك المتعلق بالرؤية، إذ اعتاد ارتداء نظارات خاصة تعكس الصور للأعلى وللأسفل ولليسار ولليمين. تتلمذ ستراتون على يد فيلهلم فونت الذي يُعتبر أحد مؤسسي علم النفس الحديث، وافتتح واحدًا من أول مختبرات علم النفس التجريبي في أمريكا، وذلك في جامعة كاليفورنيا ببركلي. ألهمت دراسات ستراتون حول الرؤية الثنائية العديد من الدراسات اللاحقة في هذا الموضوع. كان ستراتون واحدًا من الأعضاء الأوائل في قسم الفلسفة في جامعة كاليفورنيا (بركلي)، فضلًا عن كونه أول رئيس لقسم علم النفس هناك. عمل ستراتون أيضًا في مجال علم الاجتماع، إذ تركزت اهتماماته على العلاقات الدولية والسلام. ترأس ستراتون جمعية علم النفس الأمريكية في عام 1908، وحصل على عضوية في الأكاديمية الوطنية للعلوم. ألف ستراتون كتابًا حول علم النفس التجريبي وأساليبه ونطاقه، ونشر مقالات حول الدراسات الإدراكية التي أجراها في مختبراته بالإضافة إلى مراجعات دراسات في هذا المجال أيضًا. خدم ستراتون في الكثير من اللجان النفسانية خلال الحرب العالمية الأولى وبعد انتهاءها، وعمل مستشارًا لطلاب الدكتوراه الذين أصبحوا رؤساء في أقسام علم النفس لاحقًا.
وُلد ستراتون ونشأ في أوكلاند في كاليفورنيا في كنف عائلة متجذرة في التقاليد الأمريكية، وقضى معظم حياته المهنية في بركلي. حصل ستراتون على شهادته الجامعية من جامعة كاليفورنيا، ودرجة الماجستير من جامعة ييل، ودرجة الدكتوراه من جامعة لايبتزغ. عاد ستراتون إلى قسم الفلسفة في بركلي بهدف تدريس علم النفس، ليُرقى هناك إلى رتبة أستاذ مساعد. غادر سترانون بركلي متجهًا إلى جامعة جونز هوبكنز في أوائل القرن العشرين، حيث أمضى بضع سنوات بصفته عضوًا في هيئة تدريس قسم علم النفس، لكنه غادر مجددًا وعاد إلى بركلي. انصب اهتمام ستراتون في تلك الفترة على الدراسات المتعلقة بالإحساس والإدراك والآثار النفسية لعكس المنبهات الحسية بطرق مختلفة. شارك ستراتون في تأسيس بعض الجمعيات الإقليمية الرائدة في مجال علم النفس.
خدم ستراتون في الجيش خلال الحرب العالمية الأولى، إذ استحدث اختبارات نفسية لاختيار الطيارين في طيران الجيش. أسفرت مشاركته في المجهود الحربي عن تحفيز اهتمامه بالعلاقات الدولية وأسباب نشوب الحروب. كان ستراتون مناهضًا للحرب، واعتقد أنه ينبغي على علم النفس تقديم يد المساعدة للبشرية في سعيها إلى تجنب الحروب المستقبلية. حمل ستراتون فكرًا تفاؤليًا فيما يتعلق بإمكانية تعليم الشعوب والأثنيات في جميع أنحاء العالم العيش في سلام، وذلك على الرغم من اعتقاده –الذي اعتبره ذو أساس علمي- بعدم المساواة بين الأعراق على صعيد القدرات العقلية الفطرية. ألف ستراتون كتبًا في مجال العلاقات الدولية والحرب والاختلافات العاطفية بين الأعراق في أواخر حياته المهنية. كان ستراتون باحثًا في الكلاسيكيات ومترجمًا عن الفلاسفة اليونانيين.
قدم ستراتون مساهمات عديدة في هذه المجالات، إذ استمرت دراساته حول الإدراك والأوهام البصرية في التأثير على مجال علم النفس حتى بعد وفاته. ألف ستراتون تسعة كتب، كان أولها بمثابة نظرة علمية إلى منهجية علم النفس التجريبي ونطاقه. تمحورت كتبه الأخرى –بما في ذلك أحد كتبه الذي لم يكتمل بسبب وفاته- حول علم الاجتماع والعلاقات الدولية وقضايا الحرب وكيفية الاستفادة من مكتشفات علم النفس في القضاء على الصراعات بين الأمم. نظر ستراتون إلى هذه القضايا باعتبارها الأكثر أهمية فيما يتعلق في تطبيقات علم النفس ضمن نطاق العالم الحقيقي، لكن لم يتسم الأثر الذي تركه ستراتون في هذا المجال بالديمومة بسبب طبيعة أفكاره الذاتية وغير التجريبية.

## عمله
بدأ ستراتون حياته المهنية في تدريس فصول فلسفية في قسم الفلسفة، لكنه وسع نطاق عمله لاحقًا ليشمل التجريب. تناول سترانون القضايا المتعلقة بعلم الاجتماع والعلاقات الدولية في وقت لاحق من حياته المهنية.

### مختبر فونت وتجارب النظارات المعكوسة
أصبح ستراتون واحدًا من تجريبيي الجيل الأول في مجال علم النفس. اعتُبر مختبر فونت في مدينة لايبتزغ جزءًا مهمًا من حياة معظم تجريبيي الجيل الأول المهنية، إذ طبّق هذا المختبر برامج تجريبية تجمع ما بين علم الأحياء التطوري وعلم وظائف الأعضاء الحسي ودراسات الجهاز العصبي. ألهم العمل في هذا المختبر جنبًا إلى جنب مع الدراسة العليا في جامعة ييل ستراتون ليصبح عالمًا نفسيًا. بدأ ستراتون تجاربه حول الرؤية الثنائية في هذا المختبر أيضًا. ساعدت هذه التجارب ستراتون على التكيّف مع تصوره الجديد حول المحيط خلال بضعة أيام، وذلك بعد عكسه للصور التي تراها عيناه على نحو منتظم. دفعت هذه التجارب ستراتون إلى ارتداء مجموعة من المناظير التي تقلب الصور رأسًا على عقب، والنظارات التي تعكس الصور للأعلى والأسفل واليسار واليمين. ارتدى ستراتون هذه النظارات على عينه اليمنى وغطى عينه اليسرى باستخدام رقعة خلال النهار، ونام معصوب العينين خلال الليل. لم يتمكن ستراتون من التحرك بسهولة في البداية، لكنه لم يستغرقه الأمر سوى بضعة أيام قبل أن يعتاد على محيطه الجديد.
جرب ستراتون أشكال متعددة من هذه التجربة خلال السنوات القليلة اللاحقة. ارتدى ستراتون في بادئ الأمر هذه النظارات لمدة ثمانية أيام في بركلي. شعر ستراتون بالغثيان في اليوم الأول، بالإضافة إلى إحساسه بعدم واقعية المناظر الطبيعية المعكوسة. شعر ستراتون بغرابة في وضعية جسده بحلول اليوم الثاني، لكن شعر بأنه على سجيته في اليوم السابع. عاد ستراتون إلى الشعور بالغرابة بعد خلعه للنظارات على الرغم من عودة العالم إلى شكله الطبيعي، فقد وجد نفسه يستخدم يده اليمنى عندما كان يجب أن يستخدم اليسرى والعكس بالعكس. عاود ستراتون تطبيق التجربة في العراء فيما بعد. أجرى ستراتون بعدها تجربة أخرى عرقل من خلالها الرابط العقلي بين حاستي اللمس والبصر، إذ ارتدى مجموعة من المرايا الملتصقة بحزام، الأمر الذي يتيح له –ويجبره على- رؤية جسده من الأعلى. وجد ستراتون أن الحواس قد تكيفت بطريقة مماثلة على مدى ثلاثة أيام، وفسر الأمر ببنائنا لعلاقة ترابطية بين حاستي البصر واللمس بواسطة التعلم الترابطي على مدار فترة من الزمن. شعر ستراتون خلال فترات معينة كما لو أن جسده بعيد عن المكان الذي أوحت له به حاسة اللمس وحسه العميق، وذلك نتيجةً للانفصال الذي نشأ بين حاستي البصر واللمس. اختفى إحساسه بتجربة الخروج من الجسد الناجمة عن الإدراك الحسي الطبيعي المتغير بعد تعامله مع هذا الأمر بشكل حاسم وتركيزه على أوجه الانفصال.